# Кубок Ірландії з футболу 2003
Кубок Ірландії з футболу 2003 — 83-й розіграш кубкового футбольного турніру в Ірландії. Переможцем вперше став Лонгфорд Таун.

## Календар
| Раунд        | Дата                                               | Матчі | Клуби   |
| ------------ | -------------------------------------------------- | ----- | ------- |
| Перший раунд | 25 травня 2003, 21 червня 2003 (перегравання)      | 9+5   | 41 → 32 |
| 1/16 фіналу  | 23-27 липня 2003, 30 липня 2003 (перегравання)     | 16+1  | 32 → 16 |
| 1/8 фіналу   | 15-17 серпня 2003, 21 серпня 2003 (перегравання)   | 8+1   | 16 → 8  |
| 1/4 фіналу   | 12-13 вересня 2003, 16 вересня 2003 (перегравання) | 4+1   | 8 → 4   |
| 1/2 фіналу   | 3-5 жовтня 2003, 8 жовтня 2003 (перегравання)      | 2+1   | 4 → 2   |
| Фінал        | 26 жовтня 2003                                     | 1     | 2 → 1   |

## 1/16 фіналу
| Команда 1            | Рахунок | Команда 2         |
| -------------------- | ------- | ----------------- |
| 23 липня 2003        |         |                   |
| Евертон              | 1:3     | Вотерфорд Юнайтед |
| 24 липня 2003        |         |                   |
| Деррі Сіті           | 0:0     | Ков Рамблерс      |
| 25 липня 2003        |         |                   |
| Сент-Патрікс Атлетік | 3:2     | Шемрок Роверс     |
| Кілдер Каунті        | 3:1     | Крамлін Юнайтед   |
| Брей Вондерерз       | 6:3     | Атлон Таун        |
| Корк Сіті            | 0:2     | Шелбурн           |
| УКД                  | 2:0     | Белгроув          |
| Фінн Гарпс           | 1:2     | Дроеда Юнайтед    |
| 26 липня 2003        |         |                   |
| Лафшінні             | 0:2     | Голвей Юнайтед    |
| Мойл Парк            | 0:2     | Слайго Роверз     |
| Лімерик              | 2:1     | Кілкенні Сіті     |
| Черрі Орчард         | 3:0     | Сент-Мочтас       |
| 27 липня 2003        |         |                   |
| Толка Роверс         | 1:4     | Лонгфорд Таун     |
| Портмарнок           | 0:1     | Дублін Сіті       |
| Дандолк              | 0:2     | Богеміан          |
| Скерріс Таун         | 1:0     | Монахан Юнайтед   |

Перегравання
| Команда 1     | Рахунок | Команда 2  |
| ------------- | ------- | ---------- |
| 30 липня 2003 |         |            |
| Ков Рамблерс  | 0:1     | Деррі Сіті |

## 1/8 фіналу
| Команда 1            | Рахунок | Команда 2         |
| -------------------- | ------- | ----------------- |
| 15 серпня 2003       |         |                   |
| Богеміан             | 3:0     | Скерріс Таун      |
| Брей Вондерерз       | 1:2     | Вотерфорд Юнайтед |
| Дроеда Юнайтед       | 2:0     | УКД               |
| Сент-Патрікс Атлетік | 3:0     | Дублін Сіті       |
| 16 серпня 2003       |         |                   |
| Кілдер Каунті        | 1:0     | Черрі Орчард      |
| Лонгфорд Таун        | 2:1     | Лімерик           |
| 17 серпня 2003       |         |                   |
| Голвей Юнайтед       | 2:1     | Деррі Сіті        |
| Слайго Роверз        | 0:0     | Шелбурн           |

Перегравання
| Команда 1      | Рахунок | Команда 2     |
| -------------- | ------- | ------------- |
| 21 серпня 2003 |         |               |
| Шелбурн        | 2:3 дч  | Слайго Роверз |

## 1/4 фіналу
| Команда 1            | Рахунок | Команда 2         |
| -------------------- | ------- | ----------------- |
| 12 вересня 2003      |         |                   |
| Сент-Патрікс Атлетік | 2:1     | Кілдер Каунті     |
| 13 вересня 2003      |         |                   |
| Лонгфорд Таун        | 3:1     | Вотерфорд Юнайтед |
| Слайго Роверз        | 1:2     | Голвей Юнайтед    |
| Дроеда Юнайтед       | 1:1     | Богеміан          |

Перегравання
| Команда 1       | Рахунок | Команда 2      |
| --------------- | ------- | -------------- |
| 16 вересня 2003 |         |                |
| Богеміан        | 3:0     | Дроеда Юнайтед |

## 1/2 фіналу
| Команда 1     | Рахунок | Команда 2            |
| ------------- | ------- | -------------------- |
| 3 жовтня 2003 |         |                      |
| Лонгфорд Таун | 1:0     | Голвей Юнайтед       |
| 5 жовтня 2003 |         |                      |
| Богеміан      | 1:1     | Сент-Патрікс Атлетік |

Перегравання
| Команда 1            | Рахунок | Команда 2 |
| -------------------- | ------- | --------- |
| 8 жовтня 2003        |         |           |
| Сент-Патрікс Атлетік | 4:3 дч  | Богеміан  |

## Фінал
| 26 жовтня 2003 |

| Лонгфорд Таун             | 2:0      | Сент-Патрікс Атлетік |
| ------------------------- | -------- | -------------------- |
| Френсіс 33' Барретт 90+3' | Протокол |                      |

| Ленсдаун Роуд, Дублін Глядачів: 12 000 Арбітр: Алан Келлі |